# Matthias Sammer
Matthias Sammer (* 5. září 1967, Drážďany) je bývalý německý fotbalový obránce či záložník, vítěz ankety o nejlepšího evropského fotbalistu roku Zlatý míč 1996. V roce 1996 dovedl německý tým k vítězství na mistrovství Evropy.

Hrál na pozici defenzivního záložníka či libera.
V současnosti (sezóna 2013/14) působí jako sportovní ředitel Bayernu Mnichov.

## Klubová kariéra
Začínal v Dynamu Drážďany (1985–1990), klubu, za který hrál i jeho otec. Po sjednocení Německa přestoupil do VfB Stuttgart (1990–1992), jednu sezónu odehrál za Inter Milán (1992–1993). Kariéru úspěšně ukončil v týmu Borussia Dortmund (1993–1998) Je dvojnásobným mistrem NDR (1989, 1990) a trojnásobným mistrem Německa (1992, 1995, 1996).

## Reprezentační kariéra
V reprezentaci odehrál 74 zápasů (23 za NDR a 51 za sjednocené Německo).

## Trenérská kariéra
Jako trenér dosud působil u týmů Borussie Dortmund a VfB Stuttgart. Od roku 2012 působí v Bayernu Mnichov jako sportovní ředitel.

## Úspěchy

### Klubové
- 1× vítěz Ligy mistrů – (1996/97)
- 1× vítěz evropského superpoháru – (1997)
- 1× vítěz interkontinentálního poháru – (1997)
- 2× mistr Východního Německa – (1988/89, 1989/90)
- 1× vítěz východoněmeckého poháru – (1990)
- 3× mistr Německa – (1991/1992, 1994/95, 1995/96)
- 3× vítěz německého Superpoháru – (1992, 1995, 1996)

### Reprezentační
- 1× zlato z Mistrovství Evropy – (1996)
- 1× vítěz US Cupu – (1993)

### Individuální ocenění
- 1× Zlatý míč – (1996)
- 2× Fotbalista roku (Německo) (1995, 1996)[1][2]

### Trenérské úspěchy
- 1× mistr Německa – (2002)